# Purnujärvi (sjö i Gustav Adolfs, Päijänne-Tavastland)
Purnujärvi är en sjö i kommunen Gustav Adolfs i landskapet Päijänne-Tavastland i Finland. Sjön ligger 118,3 meter över havet. Arean är 41 hektar och strandlinjen är 5,61 kilometer lång. Sjön  ingår i Kymmene älvs huvudavrinningsområde.   Den ligger omkring 84 km norr om Lahtis och omkring 180 km norr om Helsingfors. 
I sjön finns ön Purnusaari. 